# Боље једно вруће пиво него четири 'ладна
Боље једно вруће пиво него четири 'ладна је живи албум који је 2002. објавио црногорско-српски музичар Рамбо Амадеус. Снимљен је током његовог концерта у Скопљу.

## Списак песама
1. "Боље 1 вруће пиво него 4 ладна"
2. "Предрасуде"
3. "Мароко, земљо обећана"
4. "Ђе си Ђенис"
5. "Рамбово нормално коло"
6. "Чобане врати се"
7. "Како се заправо прави хит"
8. "Вариола Вера"
9. "Ашик млака водо мераклијска"
10. "Отиш'о је свак ко ваља"
11. "Пријатељу (испод сача)"
12. "Пријатељу (са роштиља)"
13. "Кад би све жене на свијету"
14. "Сега мега"
15. "Еврибади денс нау"
16. "Ја сам робот у срцу и души"

### Бонус нумере
1. "Мотел Чернобил"
2. "На овим просторима (Band Aid за ракију)"

## Пријем
| Професионални рејтинг | Професионални рејтинг |
| Резултати             | Резултати             |
| Извор                 | Рејтинг               |
| --------------------- | --------------------- |
| Rock Express          | [ 1 ]                 |

Хрватски портал Монитор је писао да албум приказује новог аутора, квалитетнијег музичара, али исто тако и саможивог еквилибристу који се игра речима, мелодијама, и понајвише - смислом.